# Marysin (Łódź-Górna)
Marysin – osiedle na Górnej w Łodzi, w obrębie osiedla administracyjnego Ruda Pabianicka na południowym zachodzie miasta. W powszechnym użyciu nazwa Marysin odnosi się do terenu między ulicami Pabianicką, Rudzką i Starorudzką, stanowiącego centrum dawnego miasta Ruda Pabianicka.

## Historia
Historia Marysina jest ściśle związana z osadą Ruda Pabianicka, od 1867 w gminie Bruss. Osada Ruda Pabianicka w okresie międzywojennym należała do powiatu łódzkiego w woj. łódzkim. 24 lutego 1923 połączono ją ze wsiami Chachuła (539 morgów) i Nowe Rokicie (37 morgów), tworząc z nich nowe miasto Ruda Pabianicka.
Po powstaniu miasta wydzielono siedem dzielnic: Rokicie, Chachuła, Podgórze, Marysin, Góry, Ruda Górna i Ruda Dolna. Marysin był główną częścią miasta ze zwarta zabudową kamienic. Miały to siedziby magistrat, policja, ośrodek zdrowia, warsztaty oraz sklepy, Dzielnica rozciągała się między ulicami Staszyca (obecnie Pabianicką), Starorudzką, Batorego (obecnie Przestrzenną) i rzeką Ner.
Podczas II wojny światowej Rudę Pabianicką włączono do III Rzeszy. Po wojnie miasto powróciło na krótko do powiatu łódzkiego w woj. łódzkim, lecz już 13 lutego 1946 włączono ją (wraz z Marysinem) do Łodzi.
Uwaga: W granicach Łodzi znajduje się też drugi Marysin w delegaturze Bałuty.